# Koop (Band)

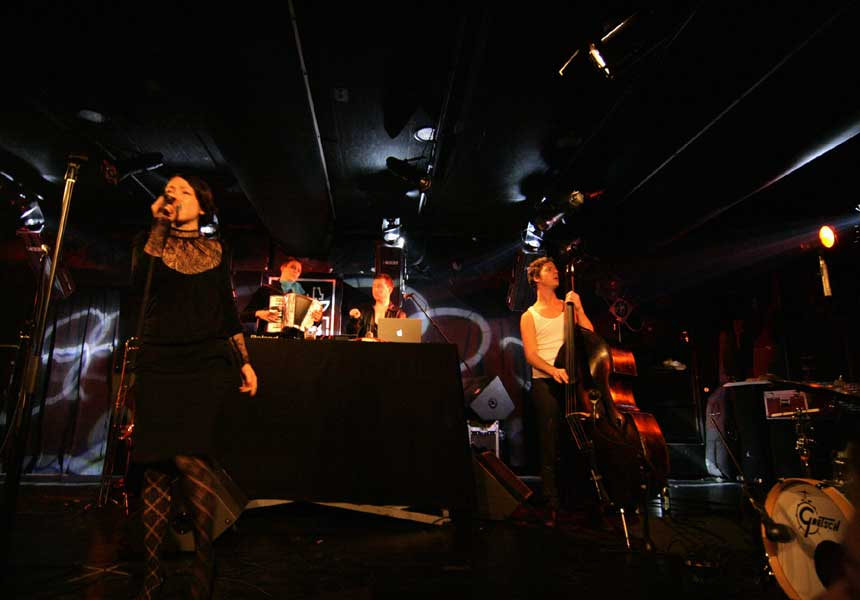
Koop

Die schwedische Musik-Formation Koop besteht aus den Jazzmusikern und Musikproduzenten Magnus Zingmark und Oscar Simonsson.
Zingmark und Simonsson trafen sich 1995 in Uppsala, zogen aber bald nach Stockholm, wo sie ihr 1997 erschienenes Debütalbum Sons of Koop aufnahmen. Der musikalische Stil bewegt sich zwischen Nu Jazz, Easy Listening sowie Ambient und ist gekennzeichnet durch einen umfangreichen Einsatz von Samples.

## Diskografie
- 1997: Sons of Koop
- 2002: Waltz for Koop
- 2003: Waltz for Koop: Alternative Takes
- 2006: Koop Islands
- 2010: Coup de Grâce (Best of)